# Jody Clark
Jody Clark (Cumbria, Reino Unido; 1 de marzo de 1981) es un grabador y artista inglés, conocido por sus trabajos para la Royal Mint. Clark diseñó el quinto y más reciente retrato de la Reina Isabel II, hoy en día empleado en las monedas de la libra esterlina.

## Carrera
Clark comenzó su carrera en el grupo Arden, con sus compañeros Julian Homer y Christopher Nield. 
Desde que se unió a la Royal Mint en el septiembre de 2012, Clark ha trabajado en numerosos proyectos, incluyendo las piezas conmemorativas que fueron entregadas a los participantes de Cumbre de Newport de 2014, y las medallas acuñadas para conmemorar la Copa Ryder del año 2014, que tuvo lugar en el Hotel Gleneagles, Escocia. Clark también ha trabajado para comisiones de Azebaiján, Costa Rica, Lesoto y Tanzania. En 2014, un diseño creado por Clark, fue puesto en la moneda conmemorativa de plata de Britannia. Previo a su trabajo en la Royal Mint, Clark trabajó en diseño comercial de empaques.
En 2015, se anunció que la submisión anónima de Clark para una competición de diseño, había sido elegida como el quinto retrato definitivo de Isabel II para las monedas de la libra esterlina. Clark fue el primer empleado de la Royal Mint, en más de cien años en diseñar tal retrato para un monarca. A la edad de 33, cuando su diseño fue elegido, Clark era más joven que cualquiera de los otros cuatro diseñadores anteriores que habían diseñado retratos de Isabel II, para las denominaciones de las monedas.
Únicamente, el retrato de Clark de la reina, fue creado usando diseño asistido por computadora, para transformar sus bocetos, en el modelo de bajo relieve que resultó, por lo que no se empleó esculpción manual de ningún tipo.
La producción de las monedas que traían el diseño de Clark, comenzó en marzo de 2015, y aparecieron en circulación más tarde en ese año.

## Vida personal
Clark es originario del Distrito de Lagos, en Cumbria. En principios de 2015, Clark fue padre de su primogénito.